# Нат (теория информации)

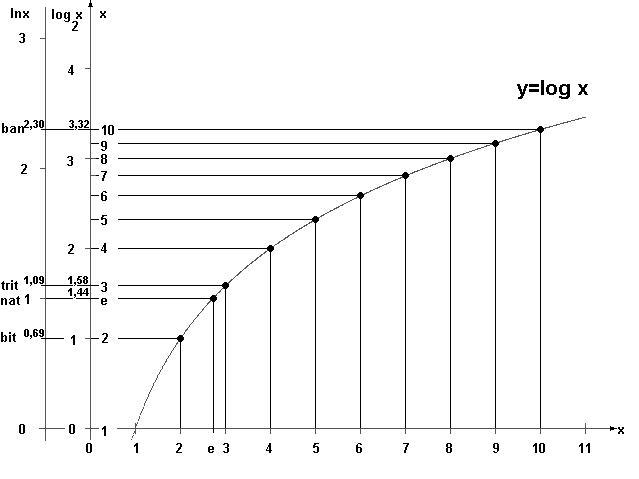
Единицы измерения информации бит, нат, трит и Хартдит (децит)

Нат — одна из единиц измерения информации. Определяется через натуральный логарифм, в отличие от других единиц, где основание логарифма является целым числом. Нат равен log2e ≈ 1,443 бит.
Применяется в теории информации (см.: собственная информация), в математической лингвистике, а также для исчисления энтропии в термодинамике и эконометрике.
По смыслу единица измерения нат эквивалентна неперу (для силовых величин), и может пониматься как количество информации в системе по отношению к элементарной системе, содержащей одно состояние. Отличие состоит лишь в том, что непер традиционно имеет другую область применения (электротехника).
Замена логарифмируемого числа с e на 2, 3, 10, 256 приводит соответственно к нат (натуральным) эквивалентам таких единиц измерения информации, как  бит, трит, Хартдит (децит) и байт:
- 1 бит = ln 2 ≈ 0,693 нат,
- 1 трит = ln 3 ≈ 1,099 нат,
- 1 Хартдит (децит) = ln 10 ≈ 2,303 нат,
- 1 байт = ln 256 ≈ 5,545 нат.

## Вариации

Нат больше бита, но немного меньше трита. Жёлтая кривая — график логарифма.